# 일본의 지방재판소 목록
일본의 지방재판소의 본청과 지부는 다음과 같다.
※재판원재판(우리나라의 국민참여재판에 해당.)이 이루어지는 재판소는 굵은 글씨로 표시되어 있는 본청과 특정 지부이다.

## 목록
홋카이도
- 삿포로 지방재판소: 이와미자와 지부 · 무로란 지부 · 오타루 지부· 다키카와 지부 · 우라카와 지부 · 이와나이 지부 · 도마코마이 지부
- 하코다테 지방재판소: 에사시 지부
- 아사히카와 지방재판소: 나요로 지부 · 몬베쓰 지부 · 루모이 지부· 왓카나이 지부
- 쿠시로 지방재판소: 오비히로 지부 · 아바시리 지부 · 기타미 지부 · 네무로 지부

아오모리현
- 아오모리 지방재판소: 히로사키 지부 · 하치노헤지부 · 고쇼가와라 지부 · 도와다 지부

이와테현
- 모리오카 지방재판소: 하나마키 지부 · 니노헤 지부 · 도오노 지부 · 미야코 지부 · 이치노세키 지부 · 미즈사와 지부

미야기현
- 센다이 지방재판소: 오가와라 지부 · 후루카와 지부 · 이시노마키 지부 · 도메 지부 · 게센누마 지부

아키타현
- 아키타 지방재판소: 노시로 지부 · 혼조 지부 · 오다테 지부 · 요코테 지부 · 오마가리 지부

야마가타현
- 야마가타 지방재판소: 신조 지부 · 요네자와 지부 · 쓰루오카 지부 · 사카타 지부

후쿠시마현
- 후쿠시마 지방재판소: 소마 지부 · 고오리야마 지부 · 시라카와 지부 · 아이즈와카마쓰 지부 · 이와키 지부

이바라키현

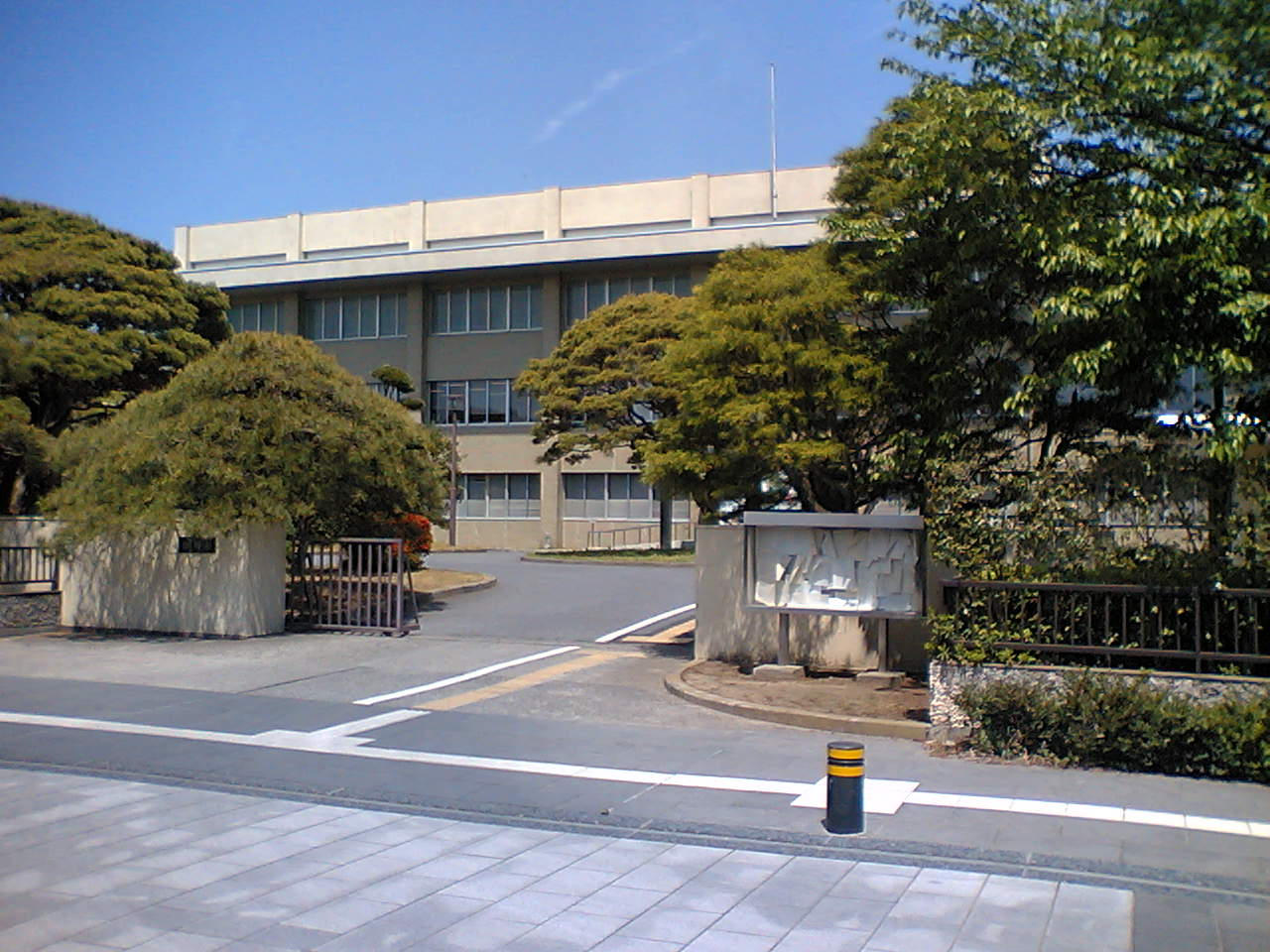
미토 지방재판소 쓰치우라 지부

- 미토 지방재판소: 쓰치우라 지부 · 시모쓰마 지부 · 히타치 지부 · 류가사키 지부 · 아소 지부

도치기현
- 우쓰노미야 지방재판소: 모오카 지부 · 오타와라 지부 · 도치기 지부 · 아시카가 지부

군마현
- 마에바시 지방재판소: 다카사키 지부 · 기류 지부 · 오타 지부 · 누마타 지부

사이타마현
- 사이타마 지방재판소: 고시가야 지부 · 가와고에 지부 · 구마가야 지부 · 지치부 지부

지바현
- 지바 지방재판소: 사쿠라 지부 · 이치노미야 지부 · 마쓰도 지부 · 기사라즈 지부 · 다테야마 지부 · 요카이치바 지부 · 사와라 지부

도쿄도
- 도쿄 지방재판소: 다치카와 지부

가나가와현

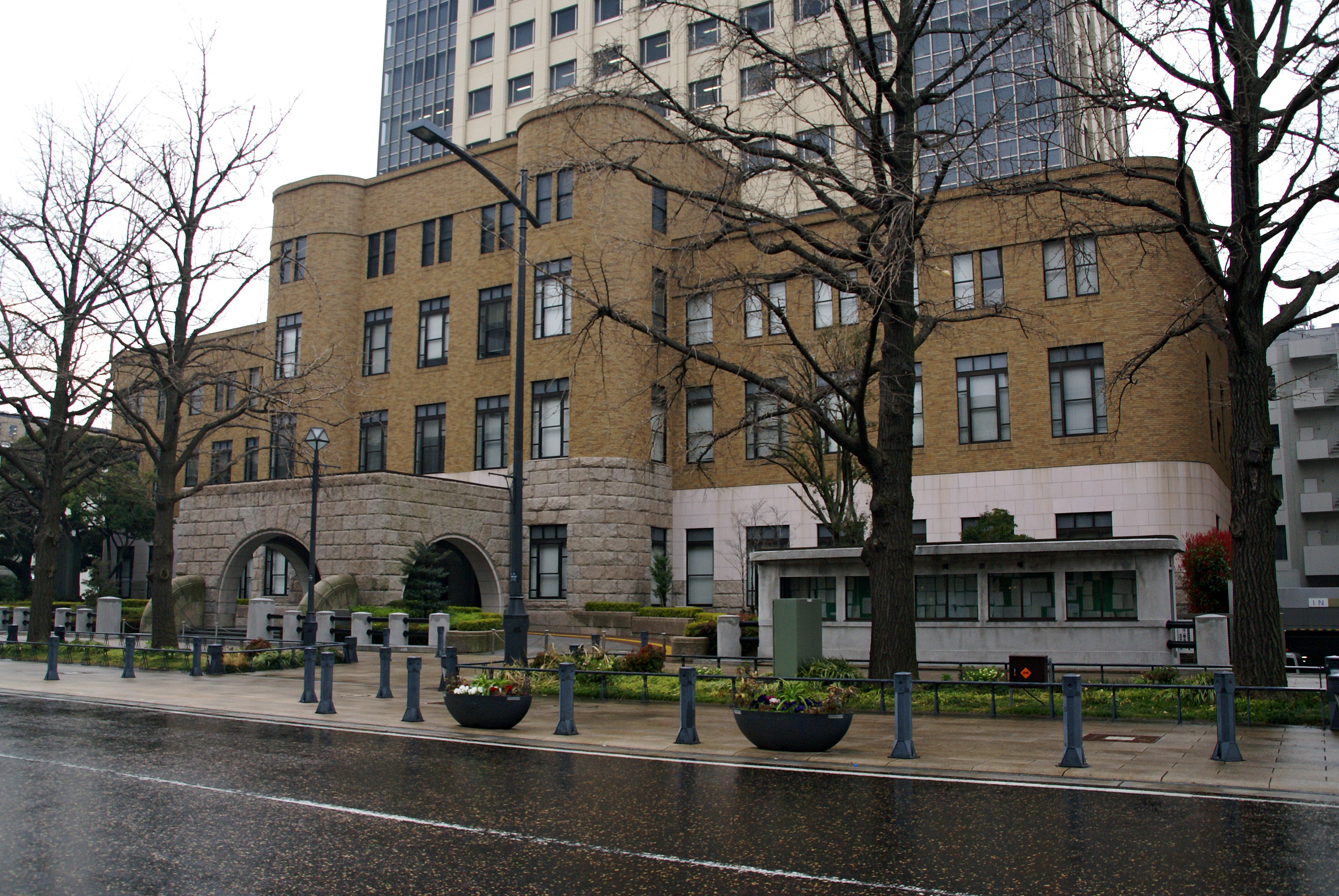
요코하마 지방재판소

- 요코하마 지방재판소: 가와사키 지부 · 사가미하라 지부 · 요코스카 지부 · 오다와라 지부

니가타현
- 니가타 지방재판소: 산조 지부 · 시바타 지부 · 나가오카 지부 · 다카다 지부 · 사도 지부

도야마현
- 도야마 지방재판소: 우오즈 지부 · 다카오카 지부

이시카와현
- 가나자와 지방 재판소: 고마쓰 지부 · 나나오 지부 · 와지마 지부

후쿠이현

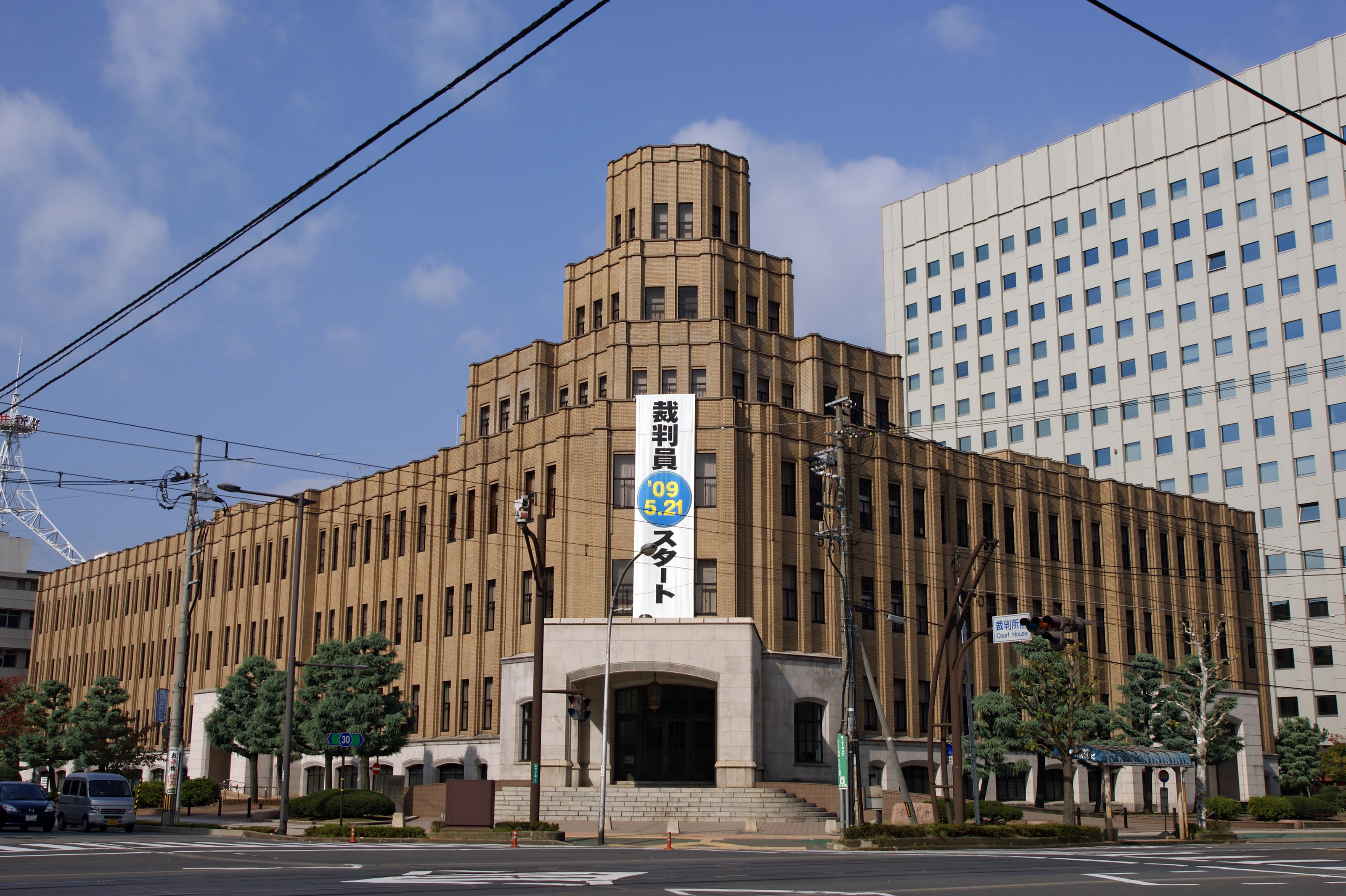
후쿠이 지방재판소

- 후쿠이 지방재판소: 다케후 지부 · 쓰루가 지부

야마나시현
- 고후 지방재판소: 쓰루 지부

나가노현
- 나가노 지방재판소: 우에다 지부 · 사쿠 지부 · 마쓰모토 지부 · 스와 지부 · 이다 지부 · 이나 지부

기후현
- 기후 지방재판소: 오가키 지부 · 다카야마 지부 · 다지미 지부 · 미타케 지부

시즈오카현
- 시즈오카 지방재판소: 누마즈 지부 · 후지 지부 · 시모다 지부 · 하마마쓰 지부 · 가케가와 지부

아이치현
- 나고야 지방재판소: 오카자키 지부  · 도요하시 지부 · 이치노미야 지부 · 한다 지부

미에현
- 쓰 지방재판소: 마쓰사카 지부 · 이가 지부 · 욧카이치 지부 · 이세 지부 · 구마노 지부

시가현
- 오쓰 지방재판소: 히코네 지부 · 나가하마 지부

교토부
- 교토 지방재판소: 소노베 지부 · 미야즈 지부 · 마이즈루 지부 · 후쿠치야마 지부

오사카부
- 오사카 지방재판소: 사카이 지부 · 기시와다 지부

효고현

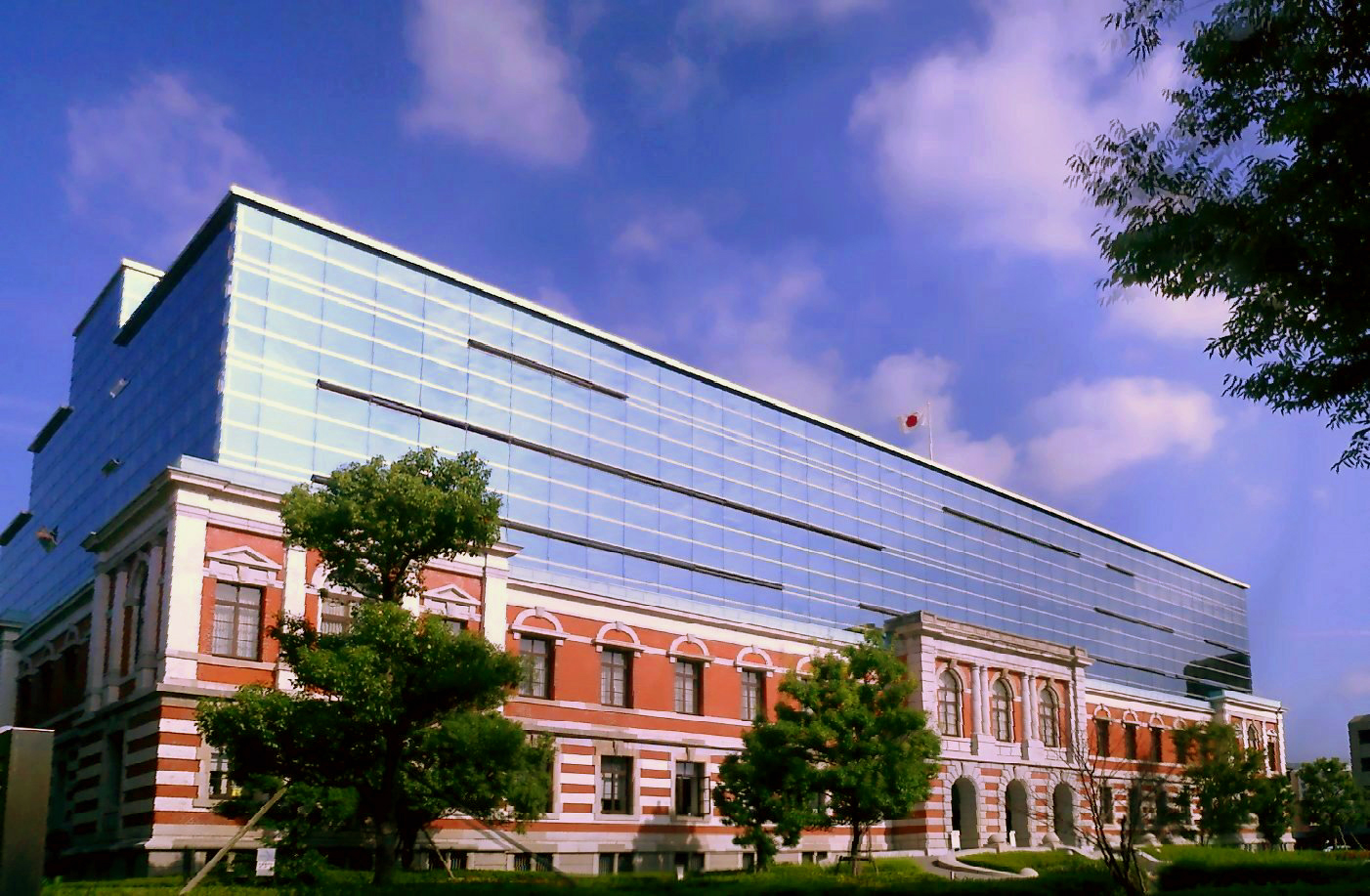
고베 지방재판소

- 고베 지방재판소: 이타미 지부 · 아마가사키 지부 · 아카시 지부 · 가시와바라 지부 · 히메지 지부  · 샤 지부 · 다쓰노 지부 · 도요오카 지부 · 스모토 지부

나라현
- 나라 지방재판소: 가쓰라기 지부 · 고조 지부

와카야마현
- 와카야마 지방재판소: 다나베 지부 · 고보 지부 · 신구 지점

돗토리현
- 돗토리 지방재판소: 구라요시 지부 · 요나고 지점

시마네현
- 마쓰에 지방재판소: 이즈모 지부 · 하마다 지부 · 마스다 지부 · 사이고 지부

오카야마현
- 오카야마 지방재판소: 구라시키 지부 · 니미 지부 · 쓰야마 지부

히로시마현
- 히로시마 지방재판소: 구레 지부  오노미치 지부 · 후쿠야마 지부 · 산지 지부

야마구치현
- 야마구치 지방재판소: 슈난 지부 · 하기 지부 · 이와쿠니 지부 · 시모노세키 지부 · 우베 지부

도쿠시마현
- 도쿠시마 지방재판소: 아난 지부 · 미마 지부

가가와현
- 다카마쓰 지방재판소 (가가와 현): 마루가메 지부 · 간온지 지부

에히메현
- 마쓰야마 지방재판소: 오스 지부 · 사이조 지부 · 이마바리 지부 · 우와지마 지부

고치현
- 고치 지방재판소: 스기사키 지부 · 아키 지부 · 나카무라 지부

후쿠오카현
- 후쿠오카 지방재판소: 이즈카 지부 · 노가타 지부 · 구루메 지부 · 야나가와 지부 · 오무타 지부 · 야메 지부 · 오구라 지부 · 유쿠하시 지부 · 다가와 지부

사가현
- 사가 지방재판소: 다케오 지부 · 가라쓰 지부

나가사키현
- 나가사키 지방재판소: 오무라 지부 · 시마바라 지부 · 사세보 지부 · 히라도 지부 · 이키 지부 · 고시마 지부 · 이즈하라 지부

구마모토현
- 구마모토 지방재판소: 다마나시지부 · 야마가 지부 · 아소 지부 · 야시로 지부 · 히토요시 지부 · 아마쿠사 지부

오이타현
- 오이타 지방재판소: 기쓰키 지부 · 사에키 지부 · 다케다 지부 ·나카쓰 지부 · 히타 지부

미야자키현
- 미야자키 지방재판소: 니치난 지부 · 미야코노조 지부 · 노베오카 지부

가고시마현
- 가고시마 지방재판소: 나제 지부 · 가지키 지부 · 지란 지부 · 센다이 지부 · 가노야시 지부

오키나와현
- 나하 지방재판소: 오키나와 지부 · 나고 지부 · 다이라 지부 · 이시가키 지부

## 같이 보기
- 일본 지방재판소